# بازینگن
بازینگن (به فرانسوی: Bazinghen) یک کمون (فرانسه) در فرانسه است که در پا-دو-کاله واقع شده‌است. بازینگن ۱۳٫۲ کیلومتر مربع مساحت دارد ۷۶ متر بالاتر از سطح دریا واقع شده‌است.